# Bahnhof Noborito
Der Bahnhof Noborito (jap. 登戸駅, Noborito-eki) ist ein Bahnhof auf der japanischen Insel Honshū. Er ist ein bedeutender Verkehrsknotenpunkt und befindet sich in der Präfektur Kanagawa auf dem Gebiet der Stadt Kawasaki, genauer im Bezirk Tama-ku.

## Verbindungen
Noborito ist ein Kreuzungsbahnhof, an dem sich zwei Linien auf unterschiedlichen Ebenen kreuzen. Es handelt sich um die Nambu-Linie der JR East von Kawasaki nach Tachikawa und um die Odakyū Odawara-Linie der Odakyū Dentetsu von Shinjuku nach Odawara. Vom Verkehrsaufkommen her ist die Odawara-Linie die bedeutendere. Auf ihr halten sämtliche Schnell-, Eil- und Nahverkehrszüge, wobei tagsüber stündlich bis zu 21 Züge und während der Hauptverkehrszeit bis zu 26 Züge angeboten werden. Diese verkehren stadtauswärts nach Odawara, Hakone-Yumoto, Karakida oder Katase-Enoshima. In entgegengesetzter Richtung verkehren sie nach Shinjuku oder werden in Yoyogi-Uehara auf die Chiyoda-Linie der U-Bahn Tokio durchgebunden. Nahverkehrszüge auf der Odawara-Linie verbinden in der Regel Shinjuku mit Hon-Atsugi. Auf der Nambu-Linie fahren Nahverkehrszüge je nach Tageszeit alle vier bis zehn Minuten; hinzu kommen zweimal stündlich Eilzüge, die mehrere Zwischenbahnhöfe auslassen. Bushaltestellen verteilen sich auf mehrere Standorte rund um den Bahnhof. Sie werden von neun Linien des Verkehrsamtes der Stadt Kawasaki bedient.

## Anlage
Der Turmbahnhof steht im namensgebenden Stadtteil Noborito, nahe dem südlichen Ufer des Tama. Von Nordosten nach Südwesten ausgerichtet ist der dreigeschossige Hochbahnhof der Odakyū Odawara-Linie, dessen Viadukt eine Fortsetzung der daran anschließenden Tama-Brücke bildet. Er besitzt vier Gleise an zwei vollständig überdachten Mittelbahnsteigen. Die äußeren Gleise sind Nahverkehrszügen vorbehalten, die inneren Gleise werden von Eil- und Schnellzügen befahren. Unmittelbar südlich des Bahnhofs verengt sich die viergleisige Trasse zu drei Gleisen. Der Odakyū-Bahnhof kann vom Eingang unmittelbar unter dem Viadukt betreten werden oder von einem Verbindungstrakt aus. Letzterer führt von der mittleren Verteilerebene zum östlich davon gelegenen, ebenerdigen Bahnhofteil von JR East. Dieser ist von Nordwesten nach Südwesten ausgerichtet und besitzt drei leicht gekrümmte Gleise an einem Mittel- sowie an einem Seitenbahnsteig. Beide sind zum Teil überdacht; darüber spannt sich das Empfangsgebäude, das die Form eines Reiterbahnhofs aufweist.
Im Fiskaljahr 2019 nutzten durchschnittlich 166.736 Fahrgäste täglich den Bahnhof. Davon entfielen 83.898 auf die Odakyū Odawara-Linie und 82.838 auf die Nambu-Linie.

## Bilder

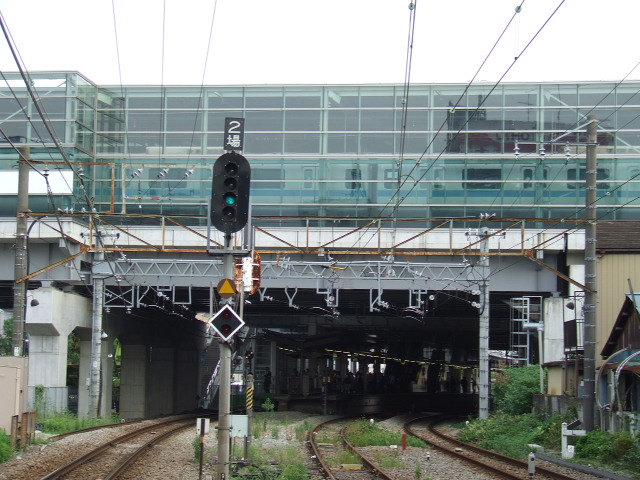
Bahnhof Noborito (oben die Odawara-Linie, unten die Gleise der Nambu-Linie)
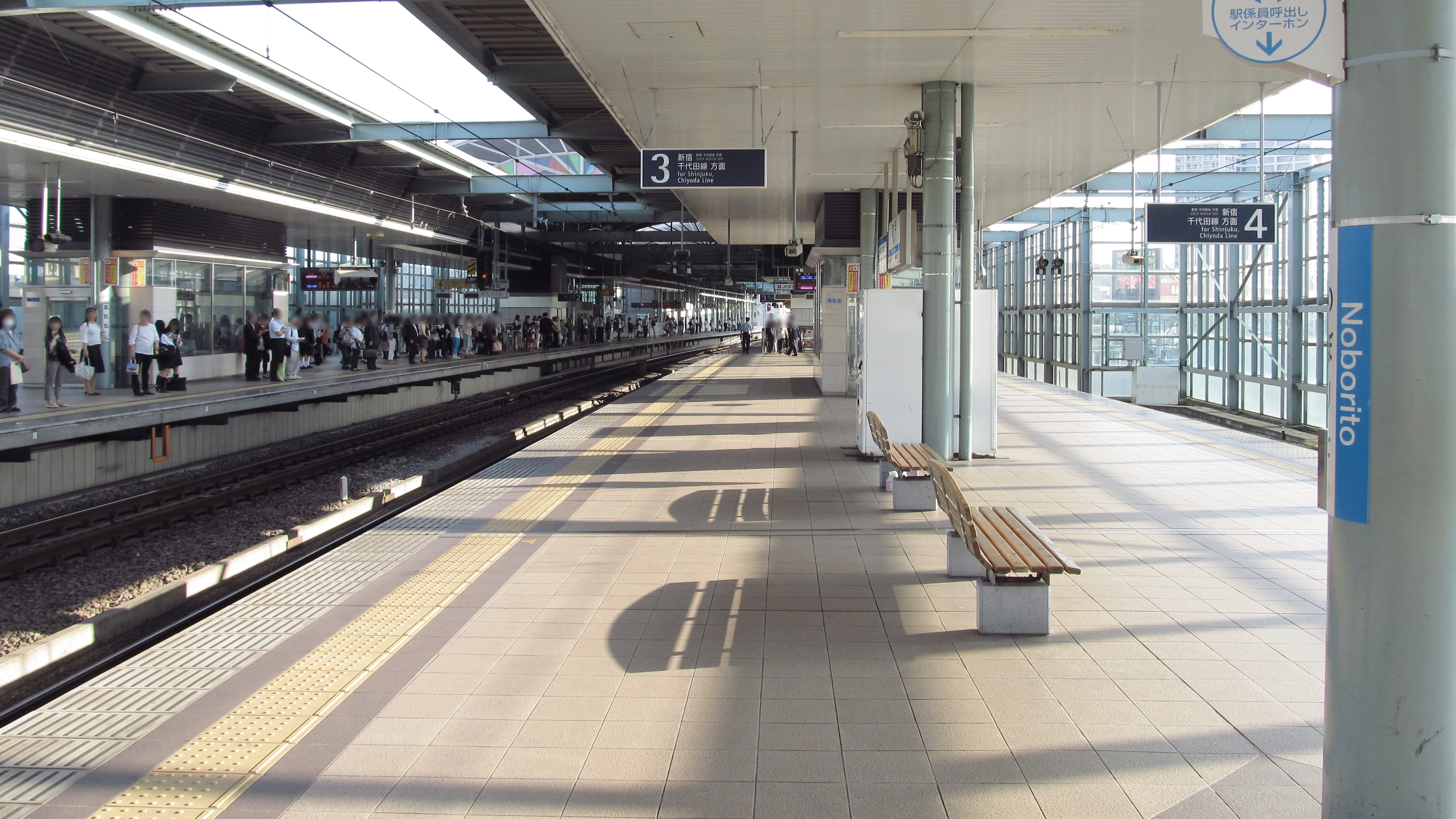
Bahnsteige der Odawara-Linie
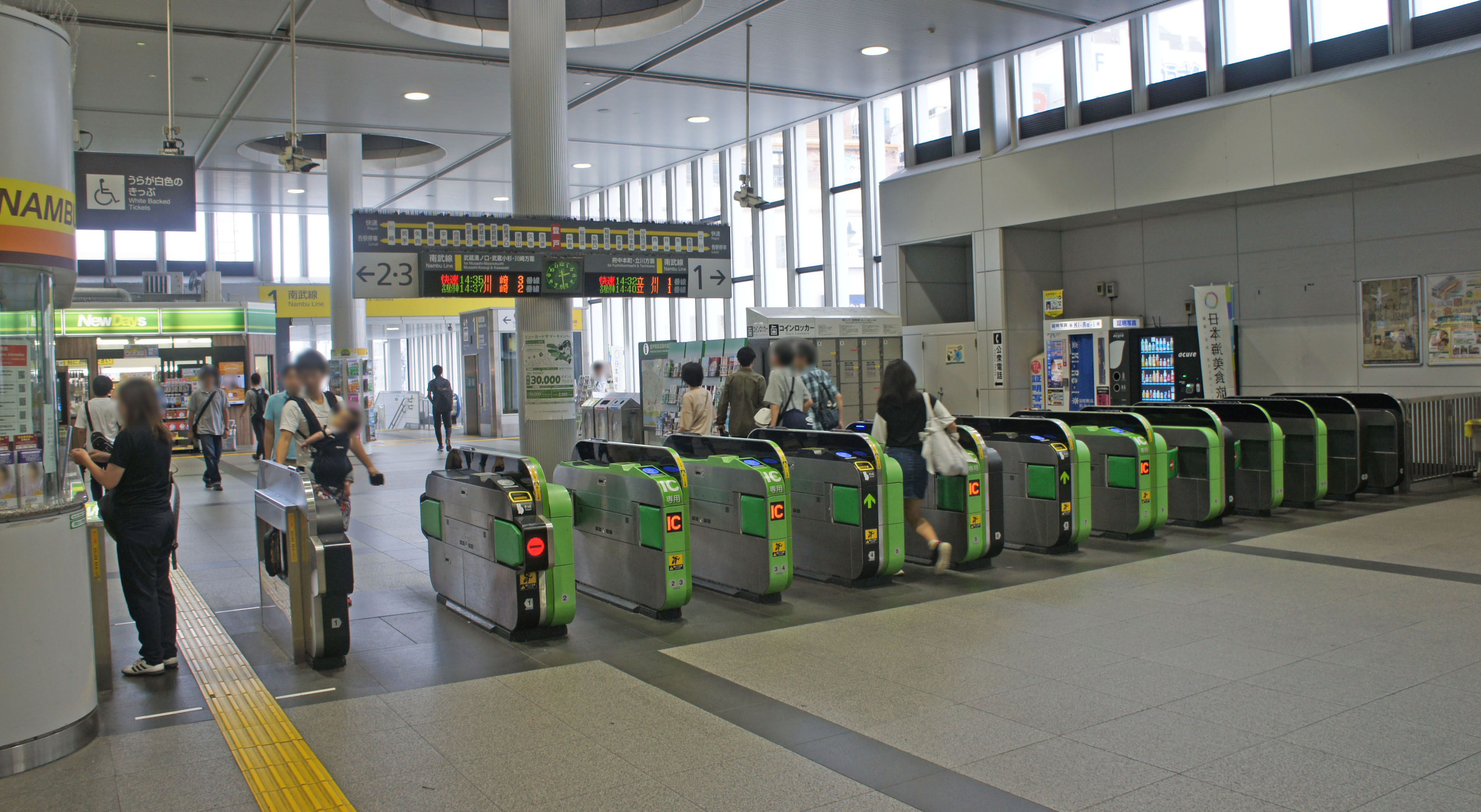
Bahnsteigsperren von JR East
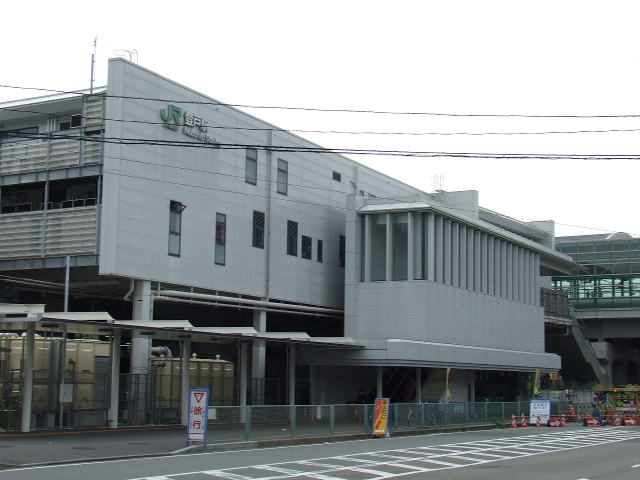
Bahnhofsgebäude

## Gleise
JR East
| 1   | ▉ Nambu-Linie | Fuchū-Honmachi • Bubaigawara • Tachikawa        |
| 2/3 | ▉ Nambu-Linie | Musashi-Mizonokuchi • Musashi-Kosugi • Kawasaki |

Odakyū Dentetsu
| 1/2 | ▉ Odakyū Odawara-Linie | Odawara • Hakone-Yumoto • Karakida • Katase-Enoshima |
| 3/4 | ▉ Odakyū Odawara-Linie | Yoyogi-Uehara • Shinjuku                             |

## Linien
| Verlauf der Nambu-Linie |
| --- |
| Kawasaki • Shitte • Yakō • Kashimada • Hirama • Mukaigawara • Musashi-Kosugi • Musashi-Nakahara • Musashi-Shinjō • Musashi-Mizonokuchi • Tsudayama • Kuji • Shukugawara • Noborito • Nakanoshima • Inadazutsumi • Yanokuchi • Inagi-Naganuma • Minami-Tama • Fuchū-Honmachi • Bubaigawara • Nishifu • Yaho • Yagawa • Nishi-Kunitachi • Tachikawa Hamakawasaki-Zweigstrecke: Shitte • Hatchōnawate • Kawasaki-Shinmachi • Odasakae • Hama-Kawasaki |

| Verlauf der Odakyū Odawara-Linie |
| --- |
| Shinjuku • Minami-Shinjuku • Sangūbashi • Yoyogi-Hachiman • Yoyogi-Uehara • Higashi-Kitazawa • Shimo-Kitazawa • Setagaya-Daita • Umegaoka • Gōtokuji • Kyōdō • Chitose-Funabashi • Soshigaya-Ōkura • Seijōgakuen-mae • Kitami • Komae • Izumi-Tamagawa • Noborito • Mukōgaoka-Yūen • Ikuta • Yomiuriland-mae • Yurigaoka • Shin-Yurigaoka • Kakio • Tsurukawa • Tamagawagakuen-mae • Machida • Sagami-Ōno • Odakyū-Sagamihara • Sōbudai-mae • Zama • Ebina • Atsugi • Hon-Atsugi • Aikō-Ishida • Isehara • Tsurumaki-Onsen • Tōkaidaigaku-mae • Hadano • Shibusawa • Shin-Matsuda • Kaisei • Kayama • Tomizu • Hotaruda • Ashigara • Odawara |

## Geschichte
Die 1920 gegründete Bahngesellschaft Nambu Tetsudō gelangte 1923 in den Besitz des Asano-Zaibatsu. Die neue Besitzerin trieb den lange Zeit aus finanziellen Gründen hinausgezögerten Streckenbau voran, sodass am 9. März 1927 der von Kawasaki nach Noborito führende Streckenabschnitt der Nambu-Linie eröffnet werden konnte. Am 1. November desselben Jahres reichte die Strecke weiter bis nach Ōmaru (heute Minami-Tama), zwei Jahre später bis zur nördlichen Endstation Tachikawa. Als die Odakyū Dentetsu am 1. April 1927 die gesamte Odakyū Odawara-Linie von Shinjuku nach Odawara eröffnete, nahm sie hier einen eigenen Bahnhof in Betrieb, dem sie aber den Namen Inada-Tamagawa (稲田多摩川) gab.
Während des Pazifikkriegs strebte der Staat danach, verschiedene Privatbahnen von strategisch wichtiger Bedeutung, die nach der ersten Verstaatlichungswelle von 1906/07 entstanden waren, unter seine Kontrolle zu bringen. Entsprechend einer 1941 erlassenen Verordnung waren insgesamt 22 Bahngesellschaften von der Verstaatlichung betroffen, darunter die Nambu Tetsudō, deren Bahnstrecken am 1. April 1944 in Staatsbesitz übergingen. Innerhalb weniger Jahre benannte die Odakyū zweimal ihren Bahnhof um, am 1. April 1955 in Noborito-Tamagawa (登戸多摩川) und genau drei Jahre später ebenfalls in Noborito. Die Japanische Staatsbahn wiederum stellte am 1. April 1972 aus Rationalisierungsgründen den Güterumschlag ein. Im Rahmen der Staatsbahnprivatisierung ging der Bahnhofsteil an der Nambu-Linie am 1. April 1987 in den Besitz der neuen Gesellschaft JR East über. Von 2003 bis 2007 baute die Odakyū ihren Bahnhofteil grundlegend um, wodurch die Umsteigebeziehungen zur Nambu-Linie deutlich verbessert werden konnten.